# يوسف آل عقيل
يوسف محمد حسين آل عقيل مواليد 8 مارس 1997 في نجران، السعودية، هو لاعب كرة قدم سعودي يلعب لنادي الروضة.

## مسيرة اللاعب
لعب في نادي نجران ونادي أبها ونادي الروضة.